# Dorotheenstädtischer Friedhof
Het Dorotheenstädtischer Friedhof (voluit: Friedhof der Dorotheenstädtischen und Friedrichswerderschen Gemeinden) is een begraafplaats in de Dorotheenstadt in het Berlijnse stadsdeel Berlin-Mitte. Er zijn veel beroemde kunstenaars, schrijvers en musici begraven op dit kerkhof.

## Enkele mensen die er begraven liggen
[[File:Berlin-Dorotheenstaedtischer Friedhof-24-Grabmal Helene Weigel-Bertolt 
Brecht-2016-gje.jpg|thumb|Graftombe van Helene Weigel en Bertolt Brecht]]
- Dietrich Bonhoeffer (1906-1945), kerkleider, theoloog, verzetsstrijder en schrijver (gedenksteen)
- Bertolt Brecht (1898-1956), toneelschrijver en dichter
- Paul Dessau (1894-1979), componist en dirigent
- Hanns Eisler (1898-1962), componist
- Johann Gottlieb Fichte (1762-1814), filosoof
- John Heartfield (1891-1968), Duits kunstenaar
- Georg Wilhelm Friedrich Hegel (1770-1831), filosoof
- Wolfgang Hernndorf (1965-2013), schrijver
- Edgar Hilsenrath (1926-2018), schrijver
- Friedrich Eduard Hoffmann (1818-1900), uitvinder van de ringoven
- Lin Jaldati (1912-1988), Nederlands-Duitse zangeres van Jiddische liederen
- Dieter Mann (1941-2022), acteur, regisseur
- Heinrich Mann (1871-1950), schrijver
- Herbert Marcuse (1898-1979), filosoof en socioloog
- Hans Modrow (1928-2023), politicus
- Heiner Müller (1929-1995), schrijver en theatermaker
- Johannes Rau (1931-2006), bondspresident
- Christian Daniel Rauch (1777-1857), beeldhouwer
- Karl Friedrich Schinkel (1781-1841), decorbouwer en architect
- Anna Seghers (1900-1983), schrijfster
- Christa Wolf (1929-2011), schrijfster
- Arnold Zweig (1887-1968), schrijver